# Sertig
La Sertig (toponimo tedesco), o Davos Sertig, è una valle laterale della Landwasser, in Svizzera; i vari insediamenti presenti (Clavadel, Gaschurna e Sertig-Dörfli) sono frazioni del comune di Davos, nella regione Prettigovia/Davos (Canton Grigioni).

## Geografia fisica
La Sertig si trova a sud di Davos, sulla sponda sinistra della valle del fiume Landwasser, fino all'omonimo passo (2 739 m s.l.m.).

## Monumenti e luoghi d'interesse
- Chiesa riformata di Sertig-Dörfli, eretta nel 1699[2].

## Società

### Lingue e dialetti
Già area di lingua romancia, è stata germanizzata da coloni walser dal XIV secolo.